# Walter Bentley Woodbury

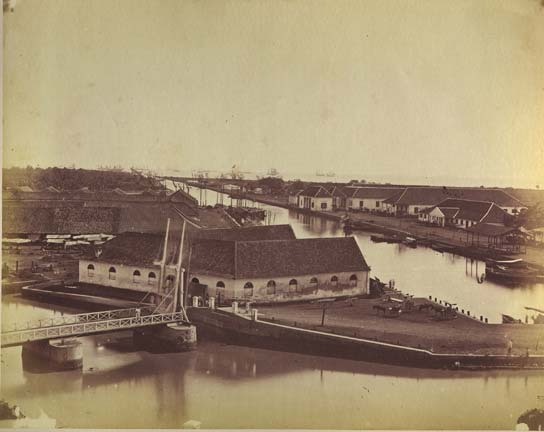
El canal Haven, Batavia, c. 1870.

Walter Bentley Woodbury (Mánchester, Inglaterra, 26 de junio de 1834 - Margate, 5 de septiembre de 1885) fue un inventor inglés y pionero de la fotografía. 
Fue uno de los primeros fotógrafos en Australia y las Indias Orientales Neerlandesas (actualmente, parte de Indonesia). Patentó numerosos inventos relacionados con diversos aspectos de la fotografía. Su mayor aportación fue el proceso fotomecánico de la woodburytipia.

## Primeros años
Walter B. Woodbury nació el 26 de junio de 1834 en Mánchester, Inglaterra. Como estudiante de ingeniería civil en Mánchester construyó sus propias cámaras oscuras con paquetes de cigarrillos y lentes de gafas.

## Fotografía en Australia, el lejano oriente, Java y Londres
En 1851, Woodbury que se había convertido en un profesional de la fotografía, fue a Australia y comenzó a trabajar muy pronto en un departamento de fotografía de depuradoras de Melbourne. Fotografió los acueductos y las depuradoras así como diversos edificios en Melbourne. Fue galardonado por su fotografía en 1854.
A mediados de la década de 1850, Woodbury tuvo la oportunidad de conocer al fotógrafo expatriado James Page. En 1857 ambos abandonaron Melbourne y se desplazaron a Batavia, la actual Yakarta, a la que llegaron el 18 de mayo de 1857, y se establecieron en la compañía Woodbury & Page ese mismo año.

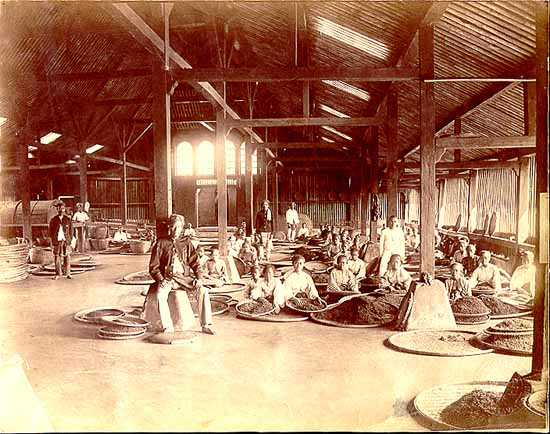
Interior de la industria de té. Preanger, Java, mediados de 1860.

Durante la mayor parte de 1858 Woodbury & Page desarrolló su actividad fotográfica en la Java Central y Oriental, tomando fotografías de diversas perspectivas de las ruinas de los templos próximos a Surakarta, junto a otros proyectos antes del 1 de septiembre de ese año. Después de su viaje por Java, el 8 de diciembre de 1858, Woodbury y Page regresaron a Batavia.
En 1859 Woodbury regresó a Inglaterra para desarrollar una labor de intendencia de material fotográfico para su estudio y fue contratado por una firma londinense Negretti and Zambra para comercializar las fotografías de Woodbury & Page en Inglaterra.
Woodbury volvió a Java en 1860 y durante la mayor parte de los años en los que viajó con Page a través de la Java Central y Oriental con su hermano, Henry James Woodbury, que llegó a Batavia en abril de 1859.
El 18 de marzo de 1861 Woodbury & Page desarrolló nuevos establecimientos, también en Batavia, y el estudio fue denominado Photographisch Atelier van Walter Woodbury. Esta firma vendió retratos, vistas de Java, cámaras, lentes, fotografías químicas y otras mercancías fotográficas. Estos establecimientos se mantuvieron hasta que la firma se disolvió.
Durante su carrera, Woodbury desarrolló fotografías topográficas, etnográficas y especialmente retratos en espacios tan diferentes como Australia, Java, Sumatra, Borneo y Londres. Aunque raramente se identificó como individualidad artística en las fotografías de Woodbury & Page, entre 1861 y 1862 Walter B. Woodbury ocasionalmente firmó en los lomos de sus fotografías: "Photographed by Walter Woodbury, Java".

## Retorno a Inglaterra e invención del proceso fotográfico
A principios de enero o de febrero de 1863, Woodbury abandona Java para volver a Inglaterra, debido a su frágil salud.
Tras volver a Inglaterra, Woodbury inventa la woodburytipia, para llevar a cabo el proceso de reproducción fotomecánica, que patentó en 1864 Entre 1864 y 1885 Woodbury desarrolló más de 30 patentes en Inglaterra y diversos métodos para desarrollar transparencias, películas sensibilizadas y desarrollos en linternas ópticas y estereoscopia. Adicionalmente a sus inventos, Woodbury produjo fotografías documentando la pobreza de Londres.
En 1865 su proceso de impresión, Woodburytype fue comprada por la Photo Relief Company, que compró el método de impresión fotográfica permanente patentado por Woodbury y compró además una serie de otras compañías en Bretaña y en otros espacios.

## Muerte
Walter B. Woodbury murió el 5 de septiembre de 1885 mientras permanecía de vacaciones en Margate, Inglaterra. Fue enterrado en Abney Park Cemetery Stoke Newington donde su sepultura permanece hasta la actualidad.